# St. Viti (Berka)

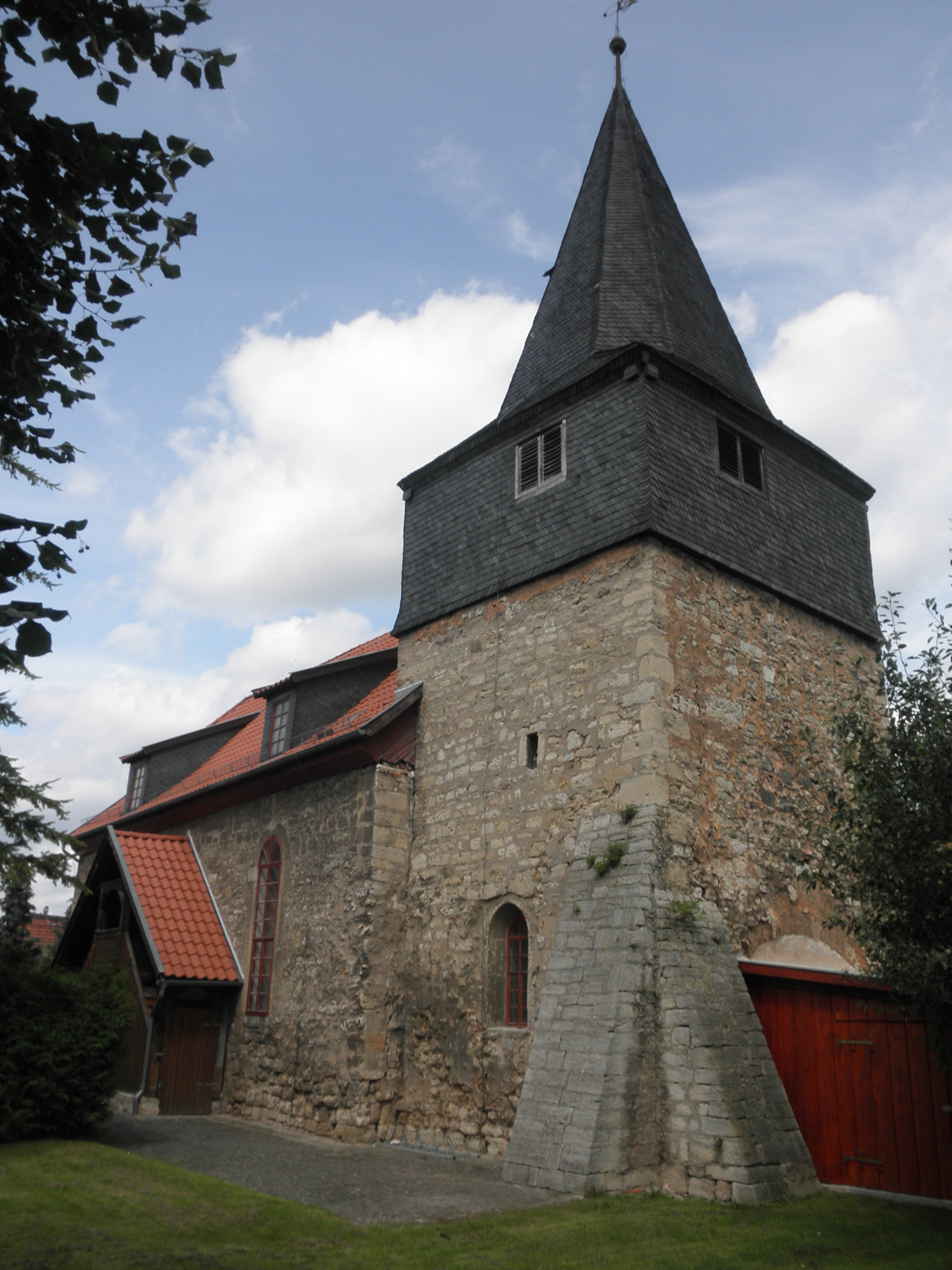
Kirche St. Viti

Die evangelische Dorfkirche St. Viti steht im Ortsteil Berka der Stadt Sondershausen im Kyffhäuserkreis in Thüringen.

## Geschichte
In dem zwischen den Höhenzügen Hainleite und Windleite befindlichen Ortsteil Berka wurde diese Dorfkirche im Jahr 1723 gebaut. Sie liegt auf einem Grundstück mitten im Dorf gegenüber dem Pfarrhaus. Über eine Vorgängerkirche wurde in der angegebenen Literatur nichts berichtet.
Einen großen Raum widmet die Geschichtsschreibung der großen Glocke von einem Durchmesser von 1,35 Metern. Diese größte Glocke der Region wurde 1704 in Erfurt gegossen.

## Gedenkstein
Der Gedenkstein für die Opfer im Zweiten Weltkrieg steht auf dem Grundstück der Kirche.